# Norsjö kommunala realskola
Norsjö kommunala realskola var en kommunal realskola i Norsjö verksam från 1950 till 1969.

## Historia
Skolan fanns från den 1 juli 1952 som kommunal realskola som föregicks av en högre fyraårig folkskola sedan 1945 (1946) som ombildades till kommunal mellanskola 1950.
Realexamen gavs från 1950 till 1969.
Skolan utnyttjade gamla folkskolan till 1960 då utbyggnaden av den nya folkskolans byggnad var klar.